# Казаманс

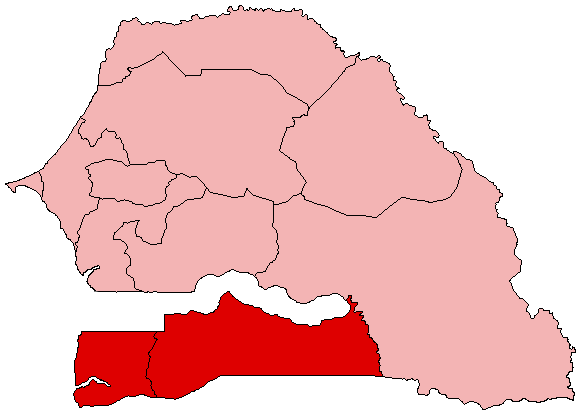
Казаманс на карті Сенегалу

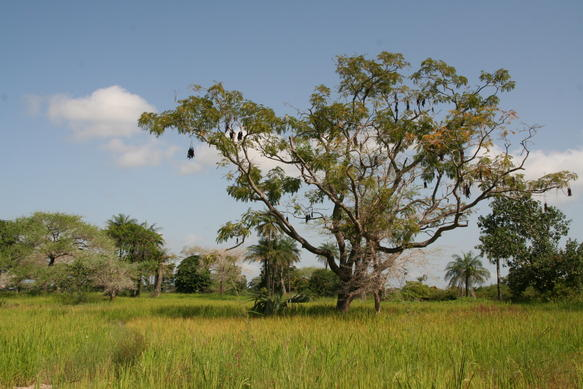
Краєвид Казамансу

Казаманс, Казаманка, Касаманка (фр. Casamance) — регіон Сенегалу, розташований на південь від території Гамбії. Назву отримав від однойменної річки, на берегах якої він лежить. Займає три адміністративні одиниці країни: Зігіншор (Нижня Касаманка), Седіу та Колду (Верхня Касаманка). Площа регіону становить близько 29 тис. км², населення — близько 800 тис. осіб.

## Економіка
Економіка Казамансу значною мірою залежить від сільського господарства, в основному вирощуванням рису. Регіон має також гарні умови для розвитку туризму, в тому числі пляжі в районі Кейп-Скірринг та на острові Карабан, але політична ситуація ускладнює використання цих ресурсів.

## Населення
Домінуючою етнічною групою в цій області є плем'я діола.

## Історія
Нижня Касаманка (порт. Baixa Casamança) спочатку була колонізована Португалією. Продана Франції 12 травня 1886 року, але тільки 1903 року місцеві королівства були остаточно підкорені. Місцеві військовики становили частини французької армії в світових війнах, так звані сенегальські війська (фр. tirailleurs senegalais). У їх рядах служив Віктор Діалла, перший африканець, який отримав вчене звання з літератури. 1947 року він створив сепаратистський Руху демократичних сил Казамансу (фр. Mouvement des forces démocratiques de Casamance, MFDC). 20 листопада 1948 року Віктора Діалла було вбито. 1982 року сталося перше зіткнення між сенеґальським збройними силами та місцевими повстанцями. Про припинення вогню було домовлено 1991 року, але 2001 року перемир'я зірвалося. Остання угода від 30 грудня 2004 року передбачає відмову від будь-яких військових дій з обох сторін, переговорів і здійснення плану реконструкції регіону.